# Niezdara
Niezdara ist ein Dorf im Powiat Tarnogórski in der Woiwodschaft Schlesien, Polen. Es gehört zur Gmina Ożarowice.
Zwischen 1954 und 1972 war das Dorf Teil der Gromada Tąpkowice und von 1975 bis 1998 gehörte es zur Woiwodschaft Kattowitz.

## Geographie
Niezdara liegt am Nordrand der Oberschlesischen Platte, am Nordrand des Staubecken Kozłowa Góra. Der Ort liegt ca. 21 km nördlich von Katowice und ca. 11 km östlich der Kreisstadt Tarnowskie Góry. Durch den Ort fließt der Fluss Brynica.

## Verkehr

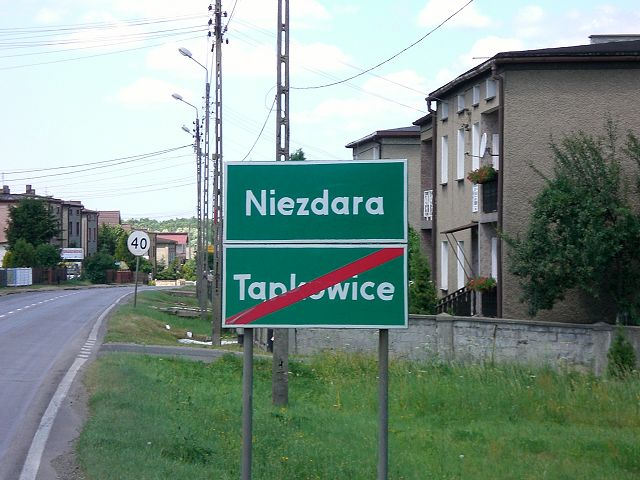
Ortseingangsschild von Niezdara

Die Ortschaft liegt direkt an der Droga krajowa 78 (Tarnowskie Góry-Siewierz).